# یواس‌اس وسترن فرانت (آی‌دی-۱۷۸۷)
یواس‌اس وسترن فرانت (آی‌دی-۱۷۸۷) (به انگلیسی: USS Western Front (ID-1787)) یک کشتی بود که طول آن ۴۲۳ فوت ۹ اینچ (۱۲۹٫۱۶ متر) بود. این کشتی  در سال ۱۹۱۷ ساخته شد.